# Brasileirinho (álbum)
Brasileirinho é o vigésimo quarto álbum de estúdio da cantora brasileira Maria Bethânia, lançado em 2003 pela Biscoito Fino.

## Faixas
| N.º | Título                                     | Música                                    | Duração |  |
| 1.  | "Salve as Folhas /O descobrimento (poema)" | Geronimo Santana Duarte / Ildasio Tavares | 3:08    |  |
| 2.  | "Yáyá Massemba"                            | Roberto Mendes / Capinam                  | 4:16    |  |
| 3.  | "Capitão do Mato"                          | Paulo Cesar Pinheiro / Vicente Barreto    | 2:27    |  |
| 4.  | "Cabocla Jurema / Ponto de Janaína"        | Domínio Público                           | 3:47    |  |
| 5.  | "Santo Antônio"                            | J. Velloso                                | 3:11    |  |
| 6.  | "Padroeiro do Brasil (part. Tira poeira)"  | Irany de Oliveira / Ary Monteiro          | 3:55    |  |
| 7.  | "São João Xangô Menino / Ponto de Macumba" | Gilberto Gil / Caetano Veloso             | 2:43    |  |
| 8.  | "Cigarro de Paia / Boiadeiro"              | Armando Cavalcante / Klecius Caldas       | 3:42    |  |
| 9.  | "Sussuarana (Part. Nana Caymmi"            | Heckel Tavares / Luiz Peixoto             | 4:07    |  |
| 10. | "Senhor da Floresta"                       | René Bittencourt / Augusto Calheiros      | 2:42    |  |
| 11. | "Purificar o Subaé"                        | Caetano Veloso                            | 3:30    |  |
| 12. | "Melodia Sentimental"                      | Villa Lobos/ Dora Vasconcello             | 3:30    |  |

1. ↑  Créditos do álbum Brasileirinho